# Langeafstandswandeling Kempen~Broek

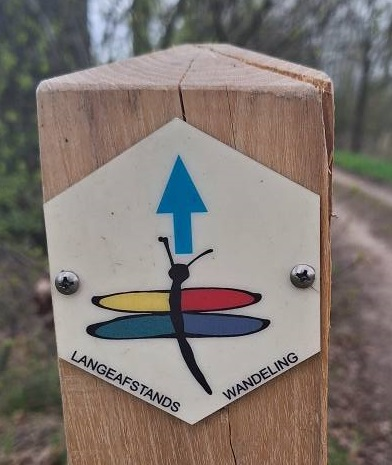
Langeafstandswandeling Kempen~Broek

De Langeafstandswandeling Kempen~Broek is een langeafstandswandelpad door Grenspark Kempen~Broek in België en Nederland. Het pad is 104 kilometer lang en os bewegwijzerd met een libel. De route kan gestart worden in Bree, Maaseik, Kinrooi of Weert.